# Plínio Cabral
Plínio Cabral (São Pedro do Sul - 25 de agosto de 1926 / 13 de setembro de 2011), foi um jornalista brasileiro, publicitário, escritor premiado (obras infanto-juvenis, contos, cronicas, romances e, também, jurídicas), advogado e militante político. Participou do período 1963-1964 como chefe da casa civil do Rio Grande do Sul. 

## Biografia

### Primeiros anos
Plínio Cabral nasceu no Brasil em São Pedro do Sul no Rio Grande do Sul, filho de Clarinda Jacobi e João Cabral Alves (fundador da União dos Homens de Cor- entidade que visa melhorar a situação do negro no Brasil), Farmacêutico, com quem mantinha uma relação amorosa da qual nasceu também Petrônio Cabral.Foi chefe da casa civil do Rio Grande Do Sul. Plínio Cabral começou a trabalhar como vendedor de amendoins na estação de trem. Autodidata, só retornou aos estudos já adulto. Em busca de melhores condições de vida, a família muda-se para Santa Maria, onde Plinio Cabral começa a militar politicamente.

### Engajamento político
Na década de 1940 começa a liderar, ainda em Santa Maria, os jovens para lutar contra o fascismo. Depois, engaja-se nos embates pela redemocratização e pela anistia.

"(Plínio Cabral) é o primeiro brasileiro a pedir, em praça pública, a liberação de Luiz Carlos Prestes,o que lhe valeu alguns dias de prisão e contato direto com os chamados'governos fortes'." 

Ingressa, neste período, no Partido Comunista e segue para Porto Alegre, onde trabalhou no Jornal Tribuna Gaúcha, do Partido Comunista.

### Casamento e maturidade
Durante um comício na Rua da Praia, em Porto Alegre, conheceu sua primeira esposa, a também premiada Leonor Scliar-Cabral, com quem se casa em 1948. Nesta época inicia-se uma profícua colaboração com diversos escritores e artistas plásticos militantes do movimento de esquerda, que podem ser resgatada na Revista Leitura, fundada em 1942 no Rio de Janeiro. Plínio Cabral foi colaborador da revista especialmente no ano de 1948. Na edição no. 7, Ano XVI (janeiro de 1958, p.37), consta sua crônica Quando falam as pedras. No mesmo número encontram-se crônicas de Rubem Braga, Josué de  Castro, poesia de Vinicius de Moraes e críticas de Edino Krieger e Haroldo Costa. A capa é de Marc Chagall. No número 13 do mesmo ano, a crônica do autor é sobre Soror Juana Ines de La Cruz (p. 30). Na edição, há contribuições de Jorge Amado, Jamil Almansur Haddad e Adonias Filho.
Neste período publica, também, sua primeira obra:Histórias de Hoje, coletânea de quatro contos para os Cadernos da Horizonte (Porto Alegre, 1953), com capa de Danubio Gonçalves. A militância politica no partido comunista termina com a leitura do relatório Krutschev. Ao abandonar o partido, Plínio Cabral declara:

Luto pela solidariedade humana e não por uma sociedade que viva sob o império de campos de concentração e pelotões de fuzilamento.“ - Plínio Cabral

Neste período, o artista pláticoCarlos Scliar faz um retrato, em gravura, do autor.

### Ingresso no jornalismo
A partir da experiência na Tribuna Gaúcha, Plínio Cabral passa a dedicar-se, com mais consistência, às suas atividades como jornalista. Assume o posto de secretário do jornal A Hora (Porto Alegre), onde tem, paralelamente, uma coluna fixa de crônicas (A esquina do tempo). Ingressa também no Diário de Notícias, de Porto Alegre, como editor de política e editorialista. A carreira jornalística é interrompida pelo retorno à vida política.

### Revolução e ditadura
Em 1963, Ildo Meneghetti é candidato ao governo do Rio Grande do Sul pelo PSD, com poucas chances de vitória. Plínio Cabral é chamado para chefiar a campanha de propaganda e consegue reverter o resultado. Meneghetti convida o assessor para assumir o cargo de chefe da casa civil. O cargo é acumulado com o de secretário da Comissão de Controle Financeiro. O Partido Libertador rompe com o PDS, que perde fortes aliados. Ao assumir Janio Quadros inicia-se um movimento conspiratório, do qual Cabral faz parte. Um exército de resistência é organizado, e o governo do estado instala-se em Passo Fundo, ocupando o quartel da Brigada Militar. Reforços são convocados e as tropas vêm de Santa Maria para ocupar Porto Alegre. O episódio tem seu início público em entrevista concedida a Antonio Mafhuz na TV Gaúcha, em que Plínio Cabral cobra as reformas prometidas por Janio e que, se ele não as fizesse o melhor era pegar em armas. Dentre tais reformas e cita explicitamente a da reforma agrária. O episódio tem desdobramentos importantes para a história do Rio Grande do Sul, tais como a nomeação de um oficial de exército para a Secretaria de Segurança e o posicionamento do Grupo Caldas Junior nos acontecimentos.

### Fatos curiosos
No processo instaurado contra Plínio Cabral e Zuza Aranha a comissão de honra para o julgamento lança um edital inédito (e que nunca mais ocorreu, ao que se saiba, na história do Brasil: qualquer pessoa poderia depor, com garantia de anonimato.

Apesar de absolvido, Plínio Cabral renuncia ao cargo. A renúncia, em 4 de maio de 1964, é capa da primeira edição do jornal Zero Hora. No entanto, o mandato do prefeito de Porto Alegre é cassado e o Tribunal Regional Eleitoral convoca novas eleições. Cabral candidata-se, com uma plataforma sustentada pelo conceito de Grande Porto Alegre, ou seja, pensar as cidades junto com seu entorno. Encaminhada sua vitória, o Tribunal Regional Eleitoral volta a se pronunciar, cancela as eleições e empossa o Presidente da Câmara Municipal: encerra-se o ciclo democrático.  Novas eleições só ocorreriam depois do final da ditadura no Brasil. Plínio Cabral retira-se da política e retorna à vida jornalística. Memórias deste período encontram-se no seu livro Política sem cartola. 

### Após 1964
Plínio Cabral passa a trabalhar no extinto Diários Associados, em Porto Alegre. e dedica-se à literatura. Forma-se em jornalismo pela PUC do Rio Grande do Sul, em 1965, quando a exigência de ter o curso universitário nesta área passou a ser obrigatória. Foi um dos fundadores da revista Letras de Hoje, conforme pode ser constatado na comemoração dos 40 anos da mesma:

"O primeiro número apareceu em outubro de 1967 com o patrocínio de Paulo Vellinho que regia os destinos da empresa Springer Admiral. (...) Graças ao trabalho de Plínio Cabral, a Revista Letras de Hoje teve durante vários anos a edição preparada e custeada pela Livraria do Globo(...). 

Sem deixar de colaborar com a imprensa, passa, cada vez mais, a atuar como publicitário e ingressa na vida acadêmica, como professor na Faculdade de Meios de Comunicação da Pontifícia Universidade Católica do Rio Grande do Sul (FAMECOS, PUC).

### Atuação em São Paulo
A atuação como publicitário leva Plinio Cabral a São Paulo, após atuar na MPM,uma das maiores agências brasileiras e como diretor presidente da Standard, Ogilvy e Mather, em Porto Alegre. Assumiu o posto em São Paulo após passagem pela matriz, em Nova Iorque. Após sair da Standard, abriu sua própria agência de propaganda, em São Paulo - Markom Propaganda. Nesse período, escreveu três livros relacionados com comunicação e propaganda: Propaganda, a alquimia da sociedade industrial, Ed. Nacional, 1986;Do outro lado do muro: propaganda para quem paga a conta, Ed. Summus, 1986; Propaganda, técnica da comunicação industrial e comercial, Ed. Atlas, 1990. Foi um dos Medalhões da Propaganda Brasileira. Continuou a lecionar, dando aulas na Escola Superior de Propaganda e Marketing no período do Prof. Francisco Gracioso. Deu aulas na FAAP, Fundação Armando Alvares Penteado, e proferiu palestras na ADVB, Associação dos Dirigentes de Vendas do Brasil e na Fundação Vanzolini - USP, dentre outras instituições.
Em São Paulo, não abandona a carreira de jornalista, escritor e editor. Idealiza o jornal Cultura Impressa (apoiado pela Livraria Cultura), publica contos na Revista Status, na revista Mistério Magazine de Ellery Queen, colabora com o jornal A Manha e o Diário do Grande ABC (de 1985 a 1986). Contribui, também, para o Suplemento da Tribuna do Rio de Janeiro. Neste período publica boa parte de sua obra ficcional.
Em 1980 casa-se com Marilu Diez Lisboa, Doutora em Psicologia Social, Pós-doutora em Ciências Sociais e em Educação,  autora com produção científica nestas áreas. Deste casamento tem os filhos, gêmeos, Pedro Felipe Lisboa Cabral e Ana Clara Lisboa Cabral.

### Últimos anos
Formado em Direito pela Universidade de Passo Fundo (1970), Plínio Cabral começou a se dedicar às questões relacionadas aos direitos autorais, posteriormente aprofundando suas pesquisas e propostas para abranger a propriedade intelectual e imaterial, bem como as questões referentes à reprodutibilidade e às novas tecnologias. Foi diretor executivo e fundador da ABDR, Associação Brasileira de Direitos Reprográficos; conselheiro fiscal da União Brasileira de Escritores e membro da ABDA, Associação Brasileira de Direitos Autorais. Fazia parte da Comissão de Propriedade Imaterial da OAB. Foi representante do Brasil no Comitê Latino-Americano da IFRRO, organização internacional de gestão de direitos reprográficos e órgão de assessoramento da ONU. Era consultor jurídico da CBL, Câmara Brasileira do Livro.
Foi o primeiro advogado a defender que o escritor era um trabalhador e publicou vários livros dedicados ao assunto: Revolução tecnológica e direito autoral (Ed. Sagra, 1998); A nova lei dos direitos autorais, Ed. Sagre, 1999); Direito autoral, dúvidas e controvérsias (Ed. Harbra, 2000). Também publicou obras sobre direito abrangendo outras áreas, tais como as questões de usos e costumes; questões práticas e manuais acadêmicos.

Continuou a publicar obras ficcionais, pelas quais recebe prêmios da Associação Paulista de Críticos e o prêmio Zaffari & Bourbon. Diagnosticado com câncer, não interrompeu as atividades profissionais na área jurídica, acadêmica e literaria, tendo sido professor da Escola do Livro e assessor da Associação Brasileira do Livro e da Camara Brasileira do livro até falecer, em 13 de setembro de 2011.

## Contribuições
Na vida política, durante o cargo como chefe da casa civil, foi responsável pela implantação da usina de Xarqueadas e pela implantação e ampliação do sistema unificado de telefonia e energia elétrica no Rio Grande do Sul.
Como autor, deixou 22 obras publicadas, além de contos, cronicas, editoriais e artigos publicados durante sua vida como jornalista.As obras cobrem as áreas de ficção, literatura infanto-juvenil, livros jurídicos e sobre comunicação, bem como  análise crítica política e social e parte encontra-se catalogada na biblioteca do Congresso Americano. Dentre os destaques, encontra-se o livro O riso da agonia (Ed. Escrituras), que recebeu dois importantes premios: Prêmio APCA, Associação Paulista de Críticos de Artes 2002, categoria romance e o Prêmio de Literatura de Passo Fundo Zaffari & Bourbon, 2003. Seu livro O Mistério dos Desaparecidos (Ed. Atual, 2000)conquistou também o prêmio da APCA na categoria infanto-juvenil em 2000.
Seu livro Umbra (Summus, 1977), um dos primeiros a tratar de temas ecológicos, tendo sido estudado por Mary Elizabeth Ginway, da Universidade de Vanderbilt  na tese de doutorado O Milagre Brasileiro: Tecnologia na ficação brasileira, 1959-1979. A autora cita Plinio Cabral e Chico Buarque como exemplos de uma linha satírica de crítica à tecnologia: 

"Por outro lado, a sátira social emprega outra estratégia, com o uso da ironia para realizar uma declaração política mais direta sobre tecnologia. Fazenda Modelo, de Chico Buarque, e Umbra, de Pl´nio Cabral (...) criticam a interferência tecnocrática no planejamento familiar, no meio-ambiente e nas escolhas políticas e pessoais."  

Seu último livro ficcional, Recordações de um olho torto (Ed. Novo Século, 2008), foi recebido pela crítica como uma de suas melhores obras:"O humor se sustenta durante toda a trama, pois segundo o próprio Plínio Cabral, “a tragédia nacional também tem seu tom cômico”.Com um sensacional epílogo, este romance deve ser lido e pode ser considerado como o mais irônico e nítido retrato da sociedade brasileira atual."

## Prêmios, Honrarias e Medalhas
1969 - Comenda Ordem dos Cavalheiros de Yuste

2000 - Prêmio APCA, categoria infanto-juvenil, pela obra O Mistério dos Desaparecidos, (Ed. Atual, 2000)

2002 - Prêmio APCA, categoria romance, pela obra O riso da agonia (Escrituras)

2003 - Prêmio Passo Fundo Zaffari & Bourbon, pela obra O riso da agonia (Escrituras)

2004 - Personalidade Cultural do Ano, conferido pela União Brasileira de Escritores

2009 - Medalha Professor Dr. Antonio Chaves, outorgada pela OAB SP

## Obras Publicadas[26]
1. Política sem cartola, Record, 1964;
2. A Guerra depois da Guerra, Ed. Globo, 1968;
3. Ticonderoga, Ed. Summus, 1976;
4. Umbra, Ed. Summus, 1977;
5. Esquerda, direita, volver, Ed. Nórdica / Círculo do livro, 1978;
6. Fabulices, Ed.Summus, 1985
7. Propaganda, técnica da comunicação industrial e comercial, Ed; Atals, 1985 (1ª. Edição);
8. Os caçadores do Planeta Erevan, infantojuvenil, Ed. Nacional, 1986;
9. Propaganda, a alquimia da sociedade industrial, Ed. Nacional, 1986;
10. Do outro lado do muro: propaganda para quem paga a conta, Ed. Summus, 1986;
11. Propaganda técnica da comunicação industrial e comercial, Ed. Atlas, 1990 (edição revista e ampliada);
12. Revolução tecnológica e direito autoral, Ed. Sagra, 1998;
13. Princípios de Direito, Ed. Harbra, 1999;
14. A nova lei dos direitos autorais, Ed. Sagre, 1999;
15. O Mistério dos Desaparecidos, (infanto-juvenil), Ed. Atual, 2000;
16. Direito autoral, dúvidas e controvérsias, Ed. Harbra, 2000;
17. O riso da agonia, Ed. Escrituras, 2002, prêmio APCA;
18. A nova lei de direitos autorais, comentários, Ed. Harbra, 2003;
19. A falência do Estado Moderno: razões mais profundas da corrupção política, Ed. Escrituras, 2005;
20. Questões práticas de Direito, Ed. Rideel, 2005;
21. Recordações de um olho torto, Ed. Novo Século, 2008;
22. Usos e costumes no código civil de 2002, Ed. Rideel, 2009